# シャルル・フラオー
シャルル・アンリ・マリー・フラオー（Charles Henri Marie Flahault、1852年10月3日 - 1935年2月3日）はフランスの植物学者である。 植物群落の構成や発展、互いの連関を研究対象とする「植物社会学」の創始者の1人とされる。

## 略歴
ノール県のバイユールに生まれた。パリ植物園で園芸家助手として働いている間に、植物園の栽培部長のジョセフ・ドケーヌに認められて、ドケーヌの個人教授を受け、1874年からソルボンヌ大学でフィリップ・エドゥアール・レオン・ヴァン・ティガンのもとで学んだ。寒冷地のスカンジナビアとアルプス山脈などの高地の植生の比較研究を植物生態学者のボニエ（Gaston Bonnier）とスウェーデンのウプサラ大学で行い、多くの北欧の植物学者と交流した。1878年に博士号を取得し、1881年からモンペリエ大学で働き、1883年に植物学の教授となった。1890年にモンペリエに植物研究所を設立した。
1910年にブリュッセルで開かれた国際植物学者会議で、スイスの植物学者、カール・ヨーゼフ・シュレーターとともに、用語の混乱していた植物群落の基本単位の用語として、群集(Assoziation)が認められた。ボネとともに、藻類や菌類の記載も行った。
1888年にルンドの王立自然地理学会（Königliche Physiographische Gesellschaft in Lund）会員、1900年にドイツ科学アカデミー（レオポルディーナ）の会員などに選ばれた。
植物社会学の分野はフラオーの教え子であるヨシアス・ブラウン＝ブランケ（Josias Braun-Blanquet）によって発展していくことになった。

## 著作
- Les zones botaniques dan le Bas-Languedoc et les pays voisins. Bull. Soc. Bot. France 40:35-62. 1893 Paris.
- Carl Schröterと共著: Phytogeographische Nomenklatur. Berichte und Vorschläge Berichterstatter der Kommission für phytogeographische Nomenklatur. III. Congrès international de Botanique Bruxelles 14-22. Zürich 1910.